# Samuel af Forselles
Samuel af Forselles, född 1757 i Finland, död 25 september 1814, var en svensk officer och ämbetsman.
af Forsselles, vars far var borgmästare i Lovisa, anträdde den militära banan som ung, och gjorde karriär inom det Flemingska regementet. 1773 blev han fänrik, 1778 kapten. År 1787 överfördes han till det Stedingkska regementet i Göteborg. 1794 utnämndes han till överstelöjtnant. Två år senare utnämndes han till landshövding i Göteborgs och Bohus län. Efter ett upplopp i Göteborg gjorde af Forselles år 1800 en framställning om förflyttning. Istället blev han landshövding i Uleåborgs län. 